# Le Spectre rouge
Pour plus de détails, voir Fiche technique et Distribution.
Le Spectre rouge est un film muet fantastique français réalisé par Segundo de Chomón et Ferdinand Zecca, et sorti en 1907. Il est considéré comme un des premiers films gothiques espagnols et le « chef-d'œuvre reconnu » de son réalisateur.

## Synopsis
Dans une grotte sinistre, un squelette enveloppé d'une cape se livre à des divertissements diaboliques, grâce à ses pouvoirs surnaturels. Il fait apparaître des femmes puis les transforme en flammes virevoltantes.
Tel un magicien, il fait apparaitre deux autels, pose un grand drap noir dessus, et y allonge les deux femmes l'une après l'autre avant d'y mettre le feu. Un esprit de lumière apparait sous l'apparence d'une femme, qui contrarie les desseins du spectre rouge.
Le diable fait apparaître trois bouteilles vides, dans lesquelles il verse de l'eau. Le contenu des bouteilles se révèle à l'écran: trois femmes miniatures. Le bon esprit arrête son expérience.
Le spectre rouge poursuit tout de même. Il présente un tableau composé de trois parties pivotantes où il fait apparaître une jeune femme. Mais le bon esprit intervient à nouveau.
L'esprit du bien a finalement le dessus sur l'esprit du mal. Il transforme le spectre en véritable squelette, mettant fin au sortilège.

## Fiche technique
- Titre : Le Spectre rouge
- Réalisation : Segundo de Chomón et Ferdinand Zecca
- Format : Coloration au pochoir
- Société de production : Pathé Frères
- Pays d'origine :  France
- Genre : Film fantastique, Film à trucs
- Durée : 9 minutes

## Analyse
Il y a débat sur la nature de ce film: il est souvent confondu avec Satan s'amuse du même réalisateur. Sur le site de son producteur, Pathé, on peut lire un résumé légèrement différent (le diable y possède « un vase ensorcelé » que la femme tente d'accaparer, et dont le vol anéantit le spectre). De même, la confrontation avec la presse de l'époque tend à montrer que les deux films n'en font qu'un. « Ce compte-rendu [de l’hebdomadaire anglais The Kinematograph and Lantern Weekly] démontre que le scénario décrit par J.-G. Tharrats dans son ouvrage sur de Chomón sous le titre de Satan s’amuse est bien celui de Le Spectre rouge. Par contre, on verra que la bande Satan s’amuse est un tout autre film dont l’hebdomadaire anglais donnera un compte rendu dans son n° 23 du 17.10.1907. » La base de données américaine IMDb fait ainsi la confusion.